# Mémoire de l'eau
Pour les articles homonymes, voir La Mémoire de l'eau.
La « mémoire de l’eau » est le nom, donné en 1988, à une hypothèse émise par le chercheur, médecin et immunologue, Jacques Benveniste, selon laquelle l’eau qui est en contact avec certaines substances conserverait une empreinte de certaines propriétés de celles-ci alors même qu'elles ne s’y trouvent statistiquement plus. Le sujet apparaît tout d'abord comme une simple controverse médiatico-scientifique, avant des accusations de fraude. Jacques Benveniste est alors sous contrat avec les laboratoires d'homéopathie Boiron.
Les expériences de Jacques Benveniste sont présentées par des tenants de l'homéopathie (qui pratique une dilution très importante des principes actifs) comme une validation expérimentale de celle-ci. Cependant, une reproduction de l'expérience menée par des chercheurs anglais donna des résultats inverses invalidant l'hypothèse de Jacques Benveniste : l'eau liquide ne retient pas de réseaux ordonnés de molécules pendant plus d'une fraction de nanoseconde. Les résultats des expériences originales sur la mémoire de l'eau peuvent découler d'un artéfact expérimental, d'une interprétation abusive, ou d'une fraude scientifique. L'hypothèse de la « mémoire de l'eau » est désormais considérée comme invalidée scientifiquement.
En dépit de ce discrédit, l'hypothèse de la « mémoire de l'eau » continue d'être utilisée par certains auteurs, associations et cercles regroupant des personnes s'intéressant aux phénomènes inexpliqués et théories pseudoscientifiques. D'autres continuent à l'étudier, en particulier le professeur Luc Montagnier, lauréat du Prix Nobel de médecine en 2008, mais depuis marginalisé au sein de la communauté scientifique du fait de ses prises de positions dépourvues de fondement scientifique,. Ami de Benveniste, il estime que ce dernier avait globalement raison, malgré des résultats qui « n'étaient pas reproductibles à 100 % ». Luc Montagnier est devenu « éligible [à la parodie du] "prix Ig-Nobel" » en déclarant avoir réussi à téléporter l'information de l'ADN sur plusieurs centaines de kilomètres de distance,.

## Publication dansNature
La controverse est initiée par un article publié dans la revue Nature de juin 1988 cosigné par l’équipe du Dr Benveniste et par quatre autres équipes, dont deux en Israël, une au Canada et une autre en Italie. Cet article décrit la réaction de globules blancs au contact d’un anticorps et conclut que les globules blancs continuent de présenter des réactions alors que l’anticorps est dilué au point d’éliminer statistiquement toute molécule d’anti-IgE dans la solution.
Immédiatement, cette étude a un retentissement important dans les médias à grand public. En France, le 30 juin 1988, le journal Le Monde consacre sa une au résultat surprenant annoncé par Jacques Benveniste. Mais, dès le mois suivant, la validité des travaux est mise en doute. Aux critiques d’ordre scientifique (mise en cause du protocole et des conditions de réalisation de l’expérience) s’ajoutent des arguments sur les circonstances de publication (soupçon de conflits d’intérêts, mise en cause des critères d’acceptabilité d’un travail par la revue Nature).
Si la revue Nature a accepté de publier l’article, il était précédé d’une mention précisant que la rédaction avait accepté la publication des résultats par ouverture d’esprit, mais les estimait douteux. Le directeur de la revue déclare qu'il aurait accepté de publier ces travaux pour que Benveniste « ne se fasse pas passer pour un Galilée moderne, victime d’une nouvelle Inquisition ». Selon Luc Montagnier, c'est effectivement ce qui se passa : en décembre 2010, il affirma dans le journal Science qu'il s'exilait en Chine pour « échapper à la terreur intellectuelle » entourant Jacques Benveniste, un « Galilée des temps modernes », et la mémoire de l'eau. À l'Institut Montagnier de Shanghai, il poursuivra ses recherches sur les modifications dans la structure de l'eau causées par l'ADN et persistant à de très hautes dilutions.

### Protocole expérimental controversé
La reproductibilité éventuelle d'une telle expérience nécessite un respect strict du protocole expérimental, préalable incontournable à la critique positive ou négative d'un travail.
En 1993, une équipe utilise le même protocole expérimental et ne parvient pas à reproduire les résultats. Benveniste conteste toutefois le sérieux de cette expérience, notamment le fait que le protocole utilisé soit identique à celui de 1988. Il semble également que les données brutes de la contre-expérience de 1993 ne soient pas disponibles publiquement contrairement à celle de 1988. La difficulté à reproduire systématiquement les expériences constitue le principal reproche adressé à cette étude par la communauté scientifique. Pour cette raison, les expériences sur la mémoire de l’eau sont classées par certains observateurs dans la catégorie des pseudo-sciences.
Le test utilisé dans l'expérience initiale — comptage du nombre de leucocytes ayant une réaction de dégranulation — n’aurait pas été suffisamment fiable car donnant lieu à trop de « faux positifs ». L’utilisation d’une méthode de comptage donnant moins de faux positifs et éliminant l’influence de l’expérimentateur (cytométrie en flux) a permis au groupe de scientifiques dirigés par le Dr Madeleine Ennis de publier un article en 2001 dans lequel les résultats sont conformes à ceux obtenus par Jacques Benveniste,. Alors que Madeleine Ennis s’était déclarée « très sceptique quant au travail de Benveniste », elle déclara le 15 mars 2001 dans The Guardian : « Les résultats m’obligent à remettre en question mon incrédulité et à chercher une explication logique à ce que nous avons trouvé. » Plus tard, Madeleine Ennis, assistée de Jacques Benveniste, ne réussira pas à reproduire ce résultat selon le protocole expérimental proposé lors d’une émission de la BBC où la James Randi Educational Foundation offre un million de dollars à toute preuve d’un phénomène paranormal.
Le Dr Bernard Poitevin, qui a cosigné toutes ses publications avec Jacques Benveniste, a refusé de participer à cette expérience, considérant qu’elle ne respectait pas le protocole expérimental qui avait conduit aux résultats précités. En 2008, il apporte dans un article détaillé des précisions sur l’histoire de la mémoire de l’eau : débuts des travaux sur les hautes dilutions en homéopathie en 1980, contrats officiels entre l’industrie homéopathique et l’INSERM U 200 en 1982, premières publications scientifiques sur l’action de produits homéopathiques (Apis mellifica et Silicea en 1984, 1987 et 1988), publication dans Nature en 1988, et nouvelle publication avec l’équipe de statisticiens d'Alfred Spira en 1991. Par la suite, devant l’absurdité des conflits entre Benveniste et l’industrie homéopathique, il cessa sa collaboration sans renier aucunement le travail fait et les résultats obtenus, mais en reconnaissant l’insuffisance de certaines publications, en particulier de celle qui aurait dû être décisive, mais aboutit au résultat inverse de celui escompté : la publication dans Nature en 1988.

### Accusations de conflits d’intérêts
Les recherches de Jacques Benveniste sont financées en partie par les laboratoires Boiron (jusqu’en 1989), spécialisés dans la production de produits homéopathiques. Certains y voient un conflit d’intérêts. La subvention de recherches médicales par des laboratoires et firmes pharmaceutiques privés est chose courante dans la recherche en biologie et médecine, et ne cause en général pas de problèmes. Les auteurs d’articles scientifiques doivent, au moment de la soumission d’un travail, soit déclarer sur l’honneur ne pas avoir de « conflits d’intérêts », soit, dans le cas où ils en déclareraient un, l'énoncer clairement.
Benveniste rappelle, dans son ouvrage posthume sur l'affaire, que les partenariats de ce type sont chose courante, et que l'INSERM avait cosigné toutes les ententes avec Boiron (avant l'affaire Nature).

### Publications de travaux insuffisamment validés
La publication des travaux de Benveniste dans les Proceedings of Molecular Biology provoqua une polémique plus générale sur les critères d’acceptabilité de la revue Nature, ses détracteurs l’accusant d’avoir publié un article sur une expérience non reproductible où la volonté de faire apparaître un résultat semblait prendre le pas sur la rigueur scientifique.
En outre, tant la revue que de nombreux scientifiques, sans discuter la validité ou l’invalidité de cette hypothèse particulière, firent valoir qu’il arrive très souvent qu’une hypothèse publiée dans une revue de haut niveau soit par la suite réfutée, qu’il s’agit même du fonctionnement normal de la science et que la publication dans une revue scientifique constitue une proposition de nouvelle théorie qui doit dans tous les cas être vérifiée ensuite par d’autres équipes de recherche.
De plus, les tests utilisés par Benveniste avaient déjà été critiqués comme non fiables pour d’autres usages. Dès lors, il paraissait plus qu’osé de s’en servir pour contester les bases mêmes de la physique.

### Autres publications
L’article de Nature n’est pas la première publication de Benveniste sur la mémoire de l’eau et les hautes dilutions.
En 1987, des résultats similaires avaient été publiés dans l'European Journal of pharmacology (revue de pharmacologie ayant un facteur d'impact de 2,376) . Une autre publication a lieu en 1988 dans le British Journal of Clinical Pharmacology  (facteur d’impact de 3,767). Les facteurs d’impact en question signifient que ces revues sont réputées dans leur domaine, sans bien sûr avoir la visibilité inégalée de Nature. Ces articles ont provoqué bien moins de réactions (respectivement 42 et 24 citations, en grande partie de publications concernant l’homéopathie). Il faut noter que Nature publie dans toutes les disciplines, et a donc exposé ces travaux à un public étendu, et que c’est aux yeux des chimistes et physiciens, plus que des médecins, que le résultat revendiqué était choquant[réf. nécessaire].
Une étude du journal Homeopathy sur la répétition des protocoles de recherche dans le cadre des hautes dilutions, a identifié 24 modèles de recherches parmi 107 études, 22 modèles ont été reproduits avec des résultats comparables, 6 modèles ont eu des résultats différents et 15 répétitions de modèles n'ont pas donné de résultat. En tout, 7 modèles ont été reproduits par des sources indépendantes (résultats identiques ou différents). Les auteurs notent une grande amélioration par rapport à l'étude de Vickers, qui n'avait recensé aucune reproduction indépendante en 1999.

#### Mémoire de l'eau à la une duMonde
Cet emballement médiatique est attribué par certains[Qui ?] à une manœuvre de Benveniste. Le 30 juin 1988, le journal Le Monde a annoncé la découverte de Benveniste en Une. Le reste de la presse généraliste s’est également emparé du sujet, pour ne pas laisser l’exclusivité d’un tel scoop au Monde. Comme l’article de Benveniste est alors la seule publication existante, la presse commente une question scientifique sur laquelle le débat scientifique n’a pas encore eu lieu. À titre de comparaison en 2008, la supraconductivité à haute température engendre plus de dix prépublications par jour, montrant un débat approfondi entre les chercheurs.

#### Le défi deScience et Vie
En 1989, la revue de vulgarisation scientifique Science et Vie lancera à Benveniste un défi (avec un million de francs à la clef) pour prouver l’existence de la mémoire de l’eau ; Benveniste ne relèvera jamais le défi .

### Enquête deNature
Nature avait imposé en condition de la publication que Benveniste accepte d’être visité par un groupe d’experts désignés par la revue de mener sa contre-enquête à l’unité.
La composition de cette équipe a fortement surpris. Elle ne comportait aucun biologiste ; le directeur de la rédaction, John Maddox, est lui-même physicien. Il était accompagné de Walter Stewart, un expert en fraude scientifique qui n’est lui-même pas chercheur, et de James Randi, magicien spécialiste des trucages visant à faire apparaître des phénomènes paranormaux. Randi intervint également lorsque Madeleine Ennis et Jacques Benveniste tenteront de prouver la réalité de la mémoire de l’eau devant les caméras de la BBC.
L’enquête ne mit en évidence aucune fraude flagrante, et les tests suivant le protocole standard donnèrent effectivement des résultats. Puis les examinateurs ont exigé de faire une expérience, cette fois totalement en aveugle : les tubes étaient mélangés aléatoirement, et le contenu réel indexé dans une enveloppe collée au plafond du laboratoire, avec une caméra braquée dessus (lors de l’ouverture, Randi s’aperçut que le rabat de l'enveloppe était décollé, détail qui sera relaté dans l'article de Nature). Nature affirme que le résultat est cette fois défavorable et relate les propos de Benveniste en ces termes : « Nous n'en avons jamais vu de semblable (d'expérience semblable) jusqu'à maintenant ». Benveniste, au contraire, se souvient s'être exclamé à haute voix, pour dire à quel point les résultats étaient « satisfaisants et conformes aux expérimentations les plus réussies ».
En juillet 1988, la conclusion de la contre-enquête est donc : « Le phénomène décrit n’est pas reproductible au sens habituel du terme. Nous concluons qu’il n’existe pas d’arguments solides pour affirmer que l’anti-IgE à haute dilution (à une dilution aussi élevée que 10120) garde une activité biologique, et que l’idée que l’on puisse imprimer dans l’eau la mémoire de solutés y ayant transité est aussi inutile que fantaisiste ».
Benveniste réplique, dans Ma vérité sur la mémoire de l'eau :

« Maddox et ses amis se disent « surpris de constater que les expériences ne marchent pas toujours ». Pincez-moi, je rêve. Comment des experts, autodésignés il est vrai, peuvent-ils proférer une telle ineptie à propos de la biologie ? Aucune expérience complexe de biologie ne fonctionne dans 100 % des cas, même pas la grossesse. En ce qui concerne les hautes dilutions, j'ai toujours précisé publiquement que je ne pouvais garantir 100 % de réussite, mais plutôt des résultats largement significatifs en tendance (p. 40). »

Benveniste affirme qu'à la phase de la prépublication de la contre-enquête, Maddox aurait proposé la formulation suivante :

« Nous croyons que la plupart des expériences de Benveniste, dont les résultats sont considérés comme significatifs, sont des artefacts ou des erreurs statistiques. Mais cette remarque ne concerne manifestement pas toutes les données (comme la quatrième série d'observations). »

Benveniste aurait souligné à Maddox que la deuxième phrase tendait à contredire la première et les conclusions négatives de la contre-enquête de Nature. Selon lui, Maddox et ses collègues auraient choisi de simplement supprimer cette seconde déclaration : « On trouve donc dans ma réponse » un commentaire sur une phrase, essentielle, qui n'existe pas dans le rapport des "experts" (p. 41).

## Critiques et défenses de la théorie
Pour l'immense majorité des physiciens et des chimistes, l'hypothèse de la mémoire de l'eau formulée par Benveniste n'est pas compatible avec notre connaissance des propriétés de cette substance,, même en tenant compte des liaisons par pont hydrogène entre les molécules, responsables par exemple de sa dilatation quand elle prend en glace.
En 2017, un article publié dans Science Magazine met en évidence un second point critique de l'eau. Celle-ci se comporterait donc comme un mélange étroit de deux fluides, introduisant des degrés de liberté qui expliquent mieux le phénomène de surfusion (en d'autres termes, on sait pourquoi sa température seule ne suffit pas à décrire tout l'état d'une quantité d'eau), mais rien de plus pour le moment sinon quelques espoirs dans la presse économique.
Du point de vue de la physique de la matière condensée, l'hypothèse d'une mémoire conservée à des distances macroscopiques ou mésoscopiques, et l'existence de nanoparticules à base d'eau ou entièrement composées d'eau n'est pas une impossibilité, et ce malgré la courte vie des liaisons hydrogène entre molécules H2O et le fait qu'aucune molécule n'occupe un rôle spécifique dans ces agrégats. Certains auteurs mentionnent parfois que la formation de clusters locaux quantiques pourrait fournir un mécanisme à la mémoire de l'eau, et les clusters d'eau sont à l'étude in vitro et in silico car ils pourraient expliquer certaines des caractéristiques étonnantes de l'eau, la plus connue étant sa dilatation lors du refroidissement. D'autres auteurs affirment que de tels clusters n'ont jamais pu être observés et que cette idée a été abandonnée.
Un autre argument exprimé par les critiques porte sur la difficulté à expliquer pourquoi l'eau qui a été en contact avec des milliers de substances différentes ne garde pas la mémoire de toutes celles-ci. À cet argument, moins courant, Martin Chaplin, comme les homéopathes, réplique que seules les eaux isolées pour le processus de dilution et de « dynamisation » (opération du monde homéopathique, consistant à secouer fortement de l'eau au contact avec telle ou telle substance active appropriée) sont concernées par la théorie de la mémoire de l'eau.
De façon générale, pour la majorité des chimistes et physiciens, la mémoire de l’eau ne peut tout simplement pas être testée en l'absence de mécanisme physico-chimique explicatif[pas clair] ou même d'une définition précise des conditions dans lesquelles elle intervient. Selon Josephson, Chaplin, Rustum Roy et d'autres chercheurs, ces arguments révèlent une méconnaissance de la science de l'eau comme matériau et comme milieu des opérations biologiques et de la recherche scientifique, voire d'une forme de dogmatisme ou de « rhétorique non scientifique » proférée par des scientifiques s'exprimant hors de leur domaine d'expertise.

## Travaux de Jacques Benveniste

### Caractère scientifique
Il peut sembler difficile de qualifier les travaux de Jacques Benveniste sur la mémoire de l’eau comme scientifiques. À partir de 1988, il propose de nombreuses expériences déroutantes[Lesquelles ?] et peu d’entre elles ont pu être reproduites par des laboratoires indépendants (Marcel-Francis Kahn estime que « [les recherches de Benveniste] ne satisfont pas aux critères de reproductibilité qu’exige la biologie actuelle »), la reproductibilité des expériences étant la base de la science moderne. Les avis divergent sur l'interprétation de cette non-reproductibilité. Le professeur Montagnier pense que c’est la nature même des expériences qui les rendaient difficilement reproductibles, d’autres pensent que Benveniste ou un membre de son équipe (peut-être même à l’insu de Benveniste) trafiquaient ses expériences, consciemment ou non (c’est ce qu’on appelle l’effet expérimentateur). Certains chercheurs ont même déclaré que celui-ci était fou.

### Hautes dilutions
Jacques Benveniste commence sa carrière de chercheur en 1965 à l’Institut de recherche sur le cancer de Villejuif. Il travaille ensuite à la Scripps Clinic and Research Foundation à La Jolla en Californie. Il devient un chercheur internationalement reconnu grâce entre autres à la découverte en 1971 d’un facteur activateur des plaquettes sanguines, le PAF-acether. En 1973, il revient en France et intègre l’INSERM puis y crée l'unité 200 en 1980. Ce laboratoire est spécialisé dans l’immunologie de l’allergie et de l’inflammation. En 1981-1982, Bernard Poitevin (qui est également médecin homéopathe) prépare sa thèse en biologie dans ce laboratoire et commence à réaliser des expériences avec des produits à haute dilution. Les résultats obtenus intriguent Jacques Benveniste puisqu'ils ont l'impression que des produits hautement dilués continuent d’avoir un effet alors qu’ils ne contiennent plus aucune molécule de substance active. Des résultats similaires sont obtenus par Elisabeth Davenas et Francis Beauvais,.

### Origine électromagnétique de la mémoire de l’eau
À partir de 1989, Alfred Spira, rejoint l’équipe de Benveniste et mène des expériences, en partie en réponse à l’enquête de Nature. De nouvelles expériences d’activation et d’inhibition de la dégranulation des basophiles sont menées en aveugles à Clamart. Le résultat de ces expériences est publié dans les comptes rendus de l’Académie des Sciences de Paris.
Ces résultats sont toutefois contestés par Michel de Pracontal, journaliste scientifique français, dans son livre L’Imposture scientifique en 10 leçons. La lecture critique de Michel de Pracontal souligne que les résultats positifs se trouvent essentiellement dans les échantillons traités par Élisabeth Davenas, alors que les autres sont non concluants. De plus, la différence relevée n’est pas dans la proportion de basophiles dans les tubes où ils sont censés avoir été dégranulés par l’effet, mais dans leur proportion sur les solutions témoin. Bernard Poitevin considère pour sa part qu’Élisabeth Davenas est meilleure que ses collègues à la lecture des solutions. Michel de Pracontal considère d’une part que les résultats obtenus restent peu vraisemblables même dans ce cas, d’autre part que cela confirme que la méthode relève d’une lecture trop subjective et sujette à l’effet expérimentateur pour apporter des conclusions sur un effet majeur. Le Dr Robinzon, chercheur à la faculté de Rehovot, qui a participé à la reproduction des expériences de Benveniste en Israël, réfute toutefois ces accusations en déclarant : « Nous avons fait nos propres expériences, avant aussi bien qu’après la visite d’Elisabeth Davenas avec essentiellement les mêmes résultats ».
En 1990 et 1991, Benveniste mena toute une série d’expériences montrant l’action de l’histamine à haute dilution (concentration de 10−41) sur des cœurs de cobayes. Les résultats de ses expériences sont que des champs magnétiques basse fréquence suppriment l’effet de l’histamine hautement diluée. Ces mêmes champs magnétiques n’ont aucun effet sur l’histamine à des dilutions classiques.

### Transmission de propriétés biologiques de l’eau par circuit électronique
À partir de 1992, Benveniste mène des travaux sur la transmission électromagnétique de l’activité biologique d’une solution active vers de l’eau. L’appareil qu’il a mis au point est composé d’un premier tube dans lequel on met une substance active (de l’ovalbumine ou du lipopolysaccharide) et d’un second tube dans lequel il met de l’eau. Une « empreinte électromagnétique » (dont la nature n’est pas précisée, le terme étant inconnu en chimie) est censée être lue par un dispositif électromagnétique rudimentaire et transmise au tube contenant de l’eau. Benveniste affirme que l’eau ainsi « imprégnée » aurait certaines propriétés biologiques identiques à celles de la substance de départ.
Les solutions d’eau « imprégnée » sont testées sur un appareil de Langendorff contenant un cœur de rat et permettant d’effectuer des mesures sur la réaction du cœur. Le 9 juillet 1992, Benveniste prétend réaliser pour la première fois une telle transmission d’une activité biologique par un circuit électronique en présence de quatre chercheurs étrangers à son laboratoire.

### Transmission de propriétés biologiques à de l’eau à partir d’enregistrements informatiques
En juillet 1995, Benveniste, de la même manière, enregistre un signal de substances actives (ovalbumine ou acétylcholine) sur ordinateur et prétend transmettre ce signal à de l’eau à partir des enregistrements.

### Première liaison transatlantique
En 1996, Benveniste et son équipe affirment avoir numérisé le signal moléculaire d’une substance active à Clamart (France) et puis l'avoir transmis à Chicago (États-Unis). Le signal imprègne de l’eau à Chicago et fait réagir un système biologique comme l’aurait fait la substance active située à Clamart. Cette annonce vaut à son auteur l’obtention du prix Ig Nobel de chimie en 1998.

### Expériences du National Institute of Health
À partir de juillet 2001, la société Digibio, créée par Benveniste, réalise une expérience au National Institute of Health à Bethesda dans le Maryland. Afin de supprimer au maximum l’interférence possible de l’expérimentateur, cette expérience est automatisée grâce à un robot analyseur. Ce robot permet de détecter la transformation du fibrinogène en fibrine sous l’action de la thrombine. Au début de l’expérience, la thrombine est soumise à un signal électromagnétique numérisé. Ce signal est censé inhiber l’action de la thrombine. Du 30 octobre au 3 novembre 2001, Benveniste et deux de ses expérimentateurs réalisent des expériences concluantes montrant qu’un signal électromagnétique issu d’un enregistrement numérique pourrait bloquer l’action de la thrombine. L’équipe américaine fait toutefois une découverte étrange : quand un des expérimentateurs de l’équipe Benveniste (Jamal Aïssa) n’est pas physiquement présent, l’expérience échoue systématiquement. Dès le départ de l’équipe Benveniste, aucune action sur la thrombine n’est plus détectée.

## Mémoire de l’eau et paranormal
Dès 1988, des associations visant à la promotion ou à la dénonciation de phénomènes paranormaux ou ufologiques vont s’intéresser aux travaux de Benveniste.

### Henri Broch et le Comité Français d’Étude des Phénomènes Paranormaux
Henri Broch est membre du Comité Français d’Étude des Phénomènes Paranormaux, association rationaliste. Le premier juillet 1988, il envoie deux télex à John Maddox de la revue Nature. Il explique qu’en qualité de représentant de cette association, il veut obtenir le plus rapidement possible une copie de l’article devant paraître dans Nature. Maddox ne répondra pas. Le 5 juillet, le numéro de cette revue arrive à la bibliothèque du campus Sciences de l’Université de Nice-Sophia Antipolis et il se met immédiatement à analyser l’article polémique. Dans son livre Au cœur de l’extraordinaire, un chapitre sera consacré aux travaux de Benveniste sur la mémoire de l’eau. Le 7 juillet, il fait parvenir un télex à l’Agence France Presse signalant la non-validité des résultats publiés dans Nature et la disponibilité publique des explications.

### Benveniste et la radionique
Selon Francis Beauvais, Jacques Benveniste a reçu en juin 1996 une personne venue lui présenter la radionique. Elle lui a présenté un étrange appareil « magique » de la taille d’une boîte d’allumette qui permettrait de transformer de l’eau en acétylcholine en tournant un simple potentiomètre.

### James Randi Educational Foundation
Benveniste participe à une émission télévisée de la BBC en 2001 organisée par James Randi, un illusionniste. Cette émission offre 1 million de dollars à quiconque prouverait un phénomène paranormal. Randi propose à Benveniste de reproduire ses expériences en double aveugle. Les expériences échouent et Benveniste ne gagne pas le prix.

### 7thBiennial European Meeting of the Society for Scientific Exploration
Yolène Thomas, ancienne collaboratrice de Jacques Benveniste, participe en 2007 à la conférence 7th Biennial European Meeting of the Society for Scientific Exploration à Hessdalen. Elle y présente un exposé intitulé The physical nature of the biological signal, a puzzling phenomenon: the critical role of Jacques Benveniste.

## Travaux d’autres laboratoires

### Travaux de Endler
Les travaux de Endler (Ludwig Boltzman Institut für Homöopathie-Graz-Autriche) semblent confirmer des points fondamentaux de la théorie de Benveniste sur la mémoire de l’eau. Endler étudie l’action de la thyroxine (une hormone) sur la métamorphose des grenouilles. Il étudie ensuite l’action de 3 mécanismes (dont 2 ne sont pas biologiques mais électroniques) sur cette même métamorphose.
Les procédés de Endler :
1. Ultra-haute dilution de la thyroxine
2. Transfert du signal biologique de la thyroxine à de l’eau par une méthode électronique proche de celle de Benveniste.
3. Enregistrement du signal biologique de la thyroxine sur un CD-ROM puis transfert ultérieur à de l’eau.

Dans les 3 cas, Endler arrive à la conclusion qu’il arrive à reproduire une action identique à celle de la thyroxine,.

### Travaux d'autres chercheurs
Un consortium de quatre laboratoires de recherche indépendants, en France, en Italie, en Belgique et aux Pays-Bas, dirigé par le Pr M. Roberfroid de l’Université Catholique de Louvain, en Belgique, a utilisé une version améliorée des expériences originales de Benveniste pour étudier un autre aspect de l’activation des basophiles. Trois des quatre laboratoires impliqués dans l’expérimentation concluent à une inhibition statistiquement significative de la dégranulation des basophiles par les solutions fantômes d’histamine par rapport aux solutions témoins. Ainsi le résultat global des quatre laboratoires est en faveur des solutions fantômes d’histamine,.

## Période post-Benveniste

### Travaux de Bruno Robert
Bruno Robert, inventeur d'outils électromagnétiques, s'intéresse en 1997 au travail de Benveniste qui l'invite en 2004 à le rejoindre. Après le décès du professeur, Robert met au point une méthode pour isoler les fréquences spécifiques des substances biologiques.

« Nous avons pu constater qu'un signal caractéristique était bien présent dans le sang de patients atteints du sida, de la maladie de Parkinson, d'Alzheimer, de la polyarthrite rhumatoïde, de la sclérose en plaques. »

Fin mai 2005, Robert se rapproche de Luc Montagnier espérant que « celui-ci lui ouvre les portes de laboratoires de pointe, où il pourrait tester son invention - notamment sur le virus du sida ». Le 13 juin 2005, les deux hommes délimitent « leurs compétences respectives dans un accord de confidentialité », Luc Montagnier reconnaissant que les informations relatives aux signaux électromagnétiques sont apportées par Bruno Robert.
Le 15 novembre 2005, Bruno Robert dépose une demande de brevet relatif à un « procédé de caractérisation d'un élément biochimique présentant une activité biologique par analyse des signaux électromagnétiques de basses fréquences » à l'Inpi (Institut national de la propriété industrielle) qui, le 14 décembre 2005, reçoit « une demande de brevet de Luc Montagnier sous le même intitulé que celui de Bruno Robert ». En 2008 un procès oppose les deux inventeurs que gagne Montagnier en 2009, le brevet portera désormais leurs deux noms.

### Travaux de Luc Montagnier
Le 27 octobre 2007, à la conférence de Lugano Nano-elements from pathogenic microorganisms, Luc Montagnier émet l’hypothèse de l’existence dans l’eau de nanostructures relativement stables capables de mémoriser au moins partiellement une information génétique. Cette hypothèse explique une expérience que Montagnier présente comme parfaitement validée par son équipe : le plasma sanguin est capable d’émettre par résonance des signaux électromagnétiques caractéristiques indiquant que ce plasma a été mis en contact avec certains virus ou bactéries et ce en l’absence totale de ces virus ou bactéries, celles-ci ayant été totalement filtrées. La présentation de ces travaux est accompagnée d’un soutien clair de la part de ce chercheur aux travaux de Jacques Benveniste sur la mémoire de l’eau. Luc Montagnier indique également au sujet des expériences sur la mémoire de l’eau que Jacques Benveniste avait « des résultats exacts mais qui étaient difficilement reproductibles », tout en rejetant complètement l’idée d’une fraude de ce dernier.
En janvier 2009, Luc Montagnier publie un article avec Jamal Aïssa (ancien collaborateur de Jacques Benveniste), Stéphane Ferris, Jean-Luc Montagnier et Claude Lavallée. Cet article intitulé Electromagnetic Signals Are Produced by Aqueous Nanostructures montre que certaines bactéries émettent dans des solutions aqueuses un signal électromagnétique spécifique comparable à ceux que Benveniste étudiait en 1996. Ces signaux restent présents dans ces solutions à haute dilution (10−13) alors qu'il n'existe plus la moindre molécule autre que de l'eau à de telles dilutions. Toutefois à des dilutions supérieures les résultats se sont montrés négatifs (« Positive signals were usually obtained at dilutions ranging from 10−5 to 10−8 or 10−12. Higher dilutions were again negative »), confirmant la non-reproductibilité des travaux de Benveniste qui travaillait régulièrement sur des dilutions entre 10−16 et 10−22, voire parfois plus de 10−40. Toutefois, l'article indique que dans une expérience, des résultats positifs ont été obtenus à des hautes dilutions entre 10−9 et 10−18 (« in one experience, some very high dilutions were found positive, ranging from 10−9 to 10−18 »).
Montagnier évoque les travaux de Benveniste dans un documentaire de France 5, On a retrouvé la mémoire de l'eau !, diffusé en juillet 2014, et réalise devant la caméra une expérience de téléportation de l'ADN avec la collaboration d'un laboratoire italien.

### Travaux de Widom, de Valenzi et de Srivastava
Lors de la conférence Molecular Self-Organization in Micro-, Nano-, and Macro-Dimensions: From Molecules to Water, to Nanoparticles, DNA and Proteins à l’institut Bogolyubov de physique théorique (Ukraine) organisé par l’académie des sciences d’Ukraine du 8 au 12 juin 2008, trois chercheurs, Allan Widom (du département de physique de l’université de Boston, États-Unis), Yogi Srivastava (du département de physique de l’université de Perugia en Italie), Vincenzo Valenzi (du centre de recherche CIFA à Rome, Italie) ont présenté un article intitulé The Biophysical Basis of Water Memory (« les bases biophysiques de la mémoire de l’eau »). Dans cet article, les auteurs affirment dans le résumé (donc sans référence) que certaines expériences de Benveniste ont été reproduites par trois laboratoires indépendants, et que des travaux ultérieurs ont montré que l’activité biochimique de plus de cinquante systèmes biochimiques et même de bactéries peut être induite par des signaux électromagnétiques transmis au travers de solutions aqueuses (ce qui exclut l’eau pure et les dilutions éliminant statistiquement toute molécule). Les sources de ces signaux électromagnétiques sont des « enregistrements » de ces activités biologiques spécifiques. Les auteurs concluent que ces résultats suggèrent que l’information biochimique pourrait être stockée dans les moments des dipôles électriques des molécules d’eau d’une manière totalement analogue à l’enregistrement d’informations sur un disque dur sous la forme de moments magnétiques. Toutefois, il reste à expliquer comment l’ordre de lecture demeure, puisque dans un disque dur les 0 et les 1 sont lus dans le bon ordre à cause de l’impossibilité de déplacement des micro-supports. Dans un liquide, les déplacements des dipôles transformeraient immédiatement une telle information en bruit.

### Travaux d'Auguste Meessen
En 2018, le physicien belge Auguste Meessen, professeur émérite de l’Université de Louvain, publie dans Journal of Modern Physics » une étude physique du phénomène de la mémoire de l’eau. Il a découvert dans l'eau la présence de chaînes de nanoperles d'eau (chains of nanopearls) de taille égale :

« Les molécules biologiquement actives créent des substituts dans l'eau liquide en formant des cristallites ferroélectriques à domaine unique. Ces nanoparticules sont sphériques et constituent des chaînes en croissance. Les dipôles sont alignés, mais peuvent être mis en oscillation à la fréquence de vibration de la partie chargée des molécules actives. Ils sont ensuite automatiquement coupés et deviennent des supports d’information. De plus, ils produisent un champ électrique oscillant, provoquant une multiplication auto catalytique de chaînes identiques au cours de dilutions successives. Les molécules actives ne sont donc nécessaires que pour initier ce processus. »

### Travaux sur d'autres propriétés de l'eau
Les travaux suivants ont été traités par certains médias en utilisant l'expression « mémoire de l'eau », mais sans que leurs auteurs aient présenté des liens possibles avec les phénomènes annoncés par Benveniste.

#### Travaux de Philippe Vallée
Ingénieur spécialisé dans les phénomènes d’osmose inverse, Philippe Vallée a mis en évidence, d’une façon reproductible, que l’exposition à des champs électromagnétiques basse fréquence peut avoir un effet sur les propriétés physiques de l’eau, uniquement en raison des impuretés qui s’y trouvent inévitablement. Cette modification dure plusieurs jours (jusqu’à douze jours).